# Rita Tushingham

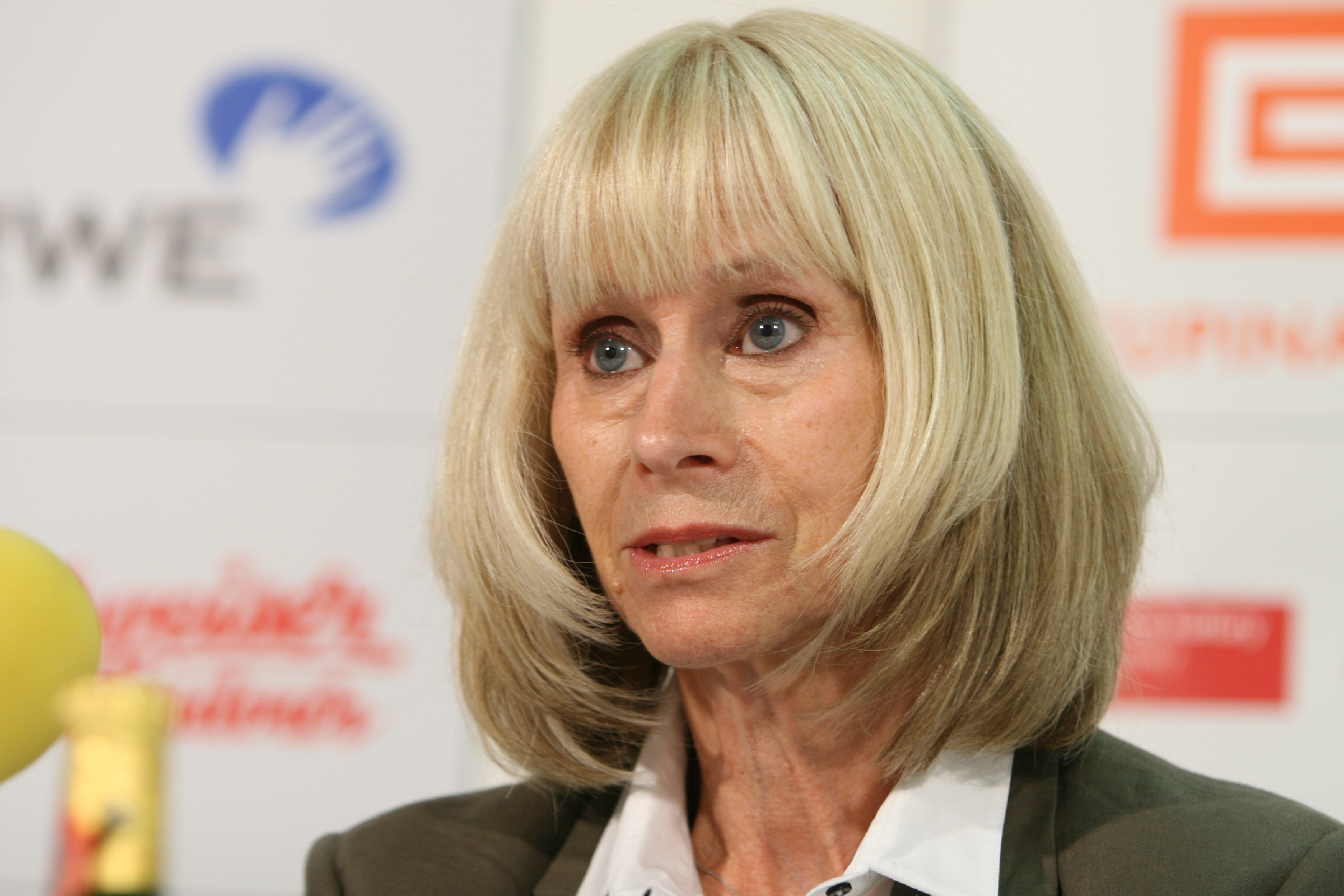
Rita Tushingham (2008)

Rita Tushingham (* 14. März 1942 in Liverpool, England) ist eine britische Schauspielerin.

## Leben
Rita Tushingham war bereits im Schultheater ihres Convents aktiv und besuchte dann den Schauspielunterricht am Liverpool Playhouse. Sie hatte ihr professionelles Bühnendebüt 1960 in ihrer Heimatstadt. 1961 gab sie ihr Filmdebüt mit dem Film Bitterer Honig unter der Regie von Tony Richardson, der ihr gleich den Darstellerpreis bei den Filmfestspielen von Cannes 1962 sowie den Golden Globe- und British Film Academy Award als Beste Nachwuchsdarstellerin einbrachte. In diesem zur British New Wave gehörenden Filmdrama spielte sie die damals riskante Rolle einer Jugendlichen aus ärmlichen Verhältnissen, die aus Langeweile Affären eingeht und schließlich schwanger wird.
Vor allem in den 1960er Jahren feierte sie ihre größten Erfolge und gehörte zu den Ikonen des britischen Kinos dieser Zeit. 1965 trat sie in Doktor Schiwago innerhalb der Rahmenhandlung des Films als einfache Arbeiterin auf, um deren Herkunft sich ein Geheimnis rankt. Ein Jahr später beeindruckte sie in einer Hauptrolle in Wie ein Schrei im Wind an der Seite von Oliver Reed. James Ivory nutzte ihr Image als Vertreterin des „Swinging London“ für seinen Film The Guru (1969), der Entwicklungen der britischen Musikszene betrachtet.
In den 1970er Jahren war Tushingham in England zusehends weniger gefragt, sodass sie auf dem europäischen Kontinent nach neuen Rollen suchte. So spielte sie in mehreren italienischen Komödien und in der deutschen Fernseh-Miniserie Bekenntnisse des Hochstaplers Felix Krull (1982) von Bernhard Sinkel. Der Regisseur Horst Königstein besetzte sie 1990 in dem deutschen Fernsehfilm Hard Days, Hard Nights noch einmal gemäß ihrem 60er-Jahre-Image. In ähnliche Weise wurde sie 2021 in dem Horrorfilm Last Night in Soho von Edgar Wright besetzt, der ebenfalls das London der Swinging Sixties beleuchtet.
In erster Ehe war sie mit Terence William Bicknell verheiratet. Mit ihrem zweiten Ehemann, dem Fotografen und Regisseur Ousama Rawi, lebte sie 20 Jahre in Kanada, wo sie 1986 gemeinsam den Thriller A Judgement in Stone drehten. In den 1990er Jahren lebte Tushingham teilweise in England und Deutschland.

## Filmografie (Auswahl)
- 1961: Bitterer Honig (A Taste of Honey)
- 1963: A Place to Go – Regie: Basil Dearden
- 1964: Die Lederjungen (The Leather Boys)
- 1964: Die erste Nacht (Girl with Green Eyes)
- 1964: Der gewisse Kniff (The Knack … and How to Get It)
- 1965: Doktor Schiwago (Doctor Zhivago)
- 1966: Wie ein Schrei im Wind (The Trap)
- 1967: Smashing Time – Regie: Desmond Davis
- 1968: Diamanten zum Frühstück (Diamonds for Breakfast) – Regie: Christopher Morahan
- 1969: The Guru – Regie: James Ivory
- 1969: Danach (The Bed Sitting Room) – Regie: Richard Lester
- 1971: Situation
- 1972: Ehe der Morgen graut (Straight on Til Morning) – Regie: Peter Collinson
- 1974: Fischia il sesso
- 1975: Ein Mann rechnet ab (The Human Factor) – Regie: Edward Dmytryk
- 1976: Ragazzo di borgata
- 1977: Abendessen mit anschließendem Frühstück (Pane burro e marmellata)
- 1977: Gran bollitto
- 1982: Bekenntnisse des Hochstaplers Felix Krull (Fernseh-Miniserie) – Regie: Bernhard Sinkel
- 1986: Träume werden wahr (Flying) – Regie: Paul Lynch
- 1995: Eine sachliche Romanze (An Awfully Big Adventure)
- 1997: Under the Skin
- 1999: Swing – Regie: Nick Mead
- 2004: Being Julia
- 2005: New Tricks – Die Krimispezialisten (New Tricks, Fernsehserie, 1 Folge)
- 2006: The Sittaford Mystery
- 2006: Agatha Christie’s Marple (Fernsehserie, 1 Folge)
- 2007: Puffball – Regie: Nicolas Roeg
- 2007: Il nascondiglio – Regie: Pupi Avati
- 2008: Broken Lines – Regie: Sallie Aprahamian
- 2008: Telstar: The Joe Meek Story – Regie: Nick Moran
- 2009: The Calling – Regie: Jan Dunn
- 2011: Seamonsters – Regie: Julian Kerridge
- 2012: Outside Bet – Regie: Sacha Bennett
- 2013: The Wee Man – Regie: Ray Burdis
- 2014: In The Flesh (Fernsehserie, 3 Folgen)
- 2017: My Name Is Lenny – Regie: Ron Scalpello
- 2018: Vera – Ein ganz spezieller Fall (Vera; Fernsehserie, Folge Home)
- 2020: Das fahle Pferd (The Pale Horse, Fernseh-Miniserie)
- 2020: The Owners – Regie: Julius Berg
- 2021: Last Night in Soho
- 2022: The Responder (Fernsehserie) – Regie: Fien Troch, Philip Barantini, Tim Mielants